# Cisano sul Neva
Cisano sul Neva est une commune italienne d'environ 1 900 habitants située dans la province de Savone, dans la région Ligurie, dans le Nord-Ouest de l'Italie.

## Jumelages
Le Vigan (Gard), France.

## Administration
| Période                                  | Période | Identité | Étiquette | Qualité |
| ---------------------------------------- | ------- | -------- | --------- | ------- |
|                                          |         |          |           |         |
| Les données manquantes sont à compléter. |         |          |           |         |

### Communes limitrophes
Albenga, Arnasco, Balestrino, Ceriale, Zuccarello.